# Diagrama de Schaeffler

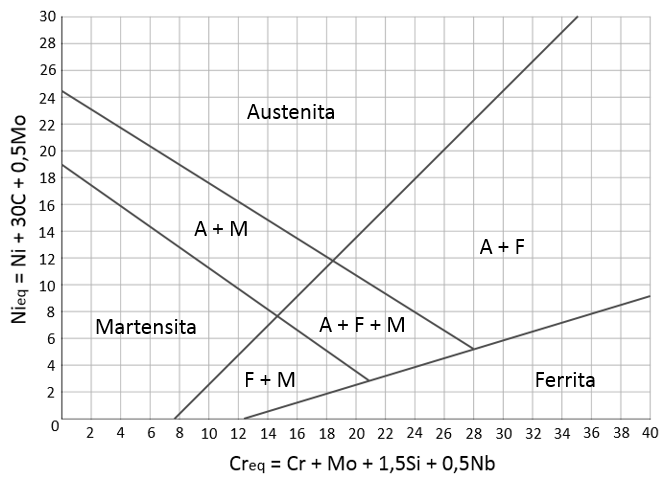
Diagrama de schaeffler

O diagrama de Schaeffler é um diagrama capaz de prever a fase estrutural final de aços que sofrem tratamento térmico com diluição (soldagem) a partir das composições do metal base e do consumível. É mais utilizado na soldagem de aços inoxidáveis. Cada região do diagrama poderá apresentar um tipo de falha diferente, dependendo da microestrutura, mas em geral o defeito principal que se busca evitar é a formação de martensita devido a sua susceptibilidade a trincas a frio.